# Massala ernestina
Massala ernestina là một loài bướm đêm trong họ Erebidae.